# Selección de voleibol de Catar
La selección de voleibol de Catar es la selección que representa a Catar en voleibol tanto en torneos oficiales como en partidos amistosos, pertenece a la Confederación Asiática de Voleibol y es organizada por la Asociación de Voleibol de Catar (QVA). Actualmente posee el récord mundial de la mayor victoria en un set cuando venció a Venezuela 45-43 el 11 de junio de 2017.

## Historia
Existe desde 1949 y tuvo si primera aparición en una competición oficial en los Juegos Asiáticos de 1988 donde terminó eliminado en los cuartos de final. En 1989 participa por primera vez en el Campeonato Asiático de Voleibol Masculino donde termina en el lugar 19.
En 2016 tiene su primera aparición en una competición a nivel mundial cuando participa en la Liga Mundial de Voleibol de 2016 donde terminó en el lugar 31 y un año después termina en el lugar 32. En 2018 obtiene su primer título cuando gana la Copa Asiática de Voleibol Masculino venciendo en la final a Irán.
Tuvo su primera aparición en una copa mundial en el Campeonato Mundial de Voleibol Masculino de 2022 donde terminó en el lugar 21, y un año después ganó la medalla de bronce en el Campeonato Asiático de Voleibol Masculino venciendo a China en el juego por el tercer lugar.

## Resultados

### Campeonato Mundial
- de  1949 a   2018 – No clasificó
- 2022 – 21° lugar
- 2025 – Clasificado

### Liga Mundial
- de  1990 a  2009 – No participó
- de  2010 a  2015 – No clasificó
- 2016 – 31° lugar
- 2017 – 32° lugar

### Copa Challenger
- de  2018 a  2019 – No clasificó
- 2022 – 7° lugar
- 2023 –  Subcampeón

### Campeonato Asiático
- de  1975 a  1987 – No participó
- 1989 – 19° lugar
- 1991 – No participó
- 1993 – 12° lugar
- 1995 – 10° lugar
- 1997 – 8° lugar
- 1999 – 13° lugar
- 2001 – 11° lugar
- 2003 – 11° lugar
- 2005 – 7° lugar
- 2007 – 11° lugar
- 2009 – 14° lugar
- 2011 – 12° lugar
- 2013 – 11° lugar
- 2015 – 4° lugar
- 2017 – 9° lugar
- 2019 – 9° lugar
- 2021 – 5°lugar
- 2023 –  3° lugar

### Juegos Asiáticos
- de  1958 a  1978 – No participó
- 1982 – 8°lugar
- de  1986 a  1994 – No participó
- 1998 – 10° lugar
- 2002 – 8° lugar
- 2006 – 4° lugar
- 2010 – 8° lugar
- 2014 – 6°lugar
- 2018 – 4° lugar
- 2022 – 4°lugar

### Copa Asiática
- de  2008 a  2014 – No clasificó
- 2016 – Abandonó
- 2018 –  Campeón
- 2022 – Abandonó